# How Does That Grab You, Darlin'?
«How Does That Grab You, Darlin'?» —en español: «¿Que te parece, cariño?»—, es el nombre del primer sencillo del álbum How Does That Grab You?, de la cantante Nancy Sinatra.
Tuvo buen recibimiento en Estados Unidos donde alcanzó el puesto número 7 de la lista Billboard Hot 100 y en Canadá obtuvo al número 2 de la lista RPM Top Singles. También llegó a las listas de éxitos europeas en Alemania, Bélgica, Austria y Reino Unido.
Con elementos de Country y Rock al ya visto estilo de Nancy, es como este sencillo llegó al estrellato dándole buena promoción a su álbum y un éxito mediático a Sinatra.

## Recepción de la crítica
Record Mirror escribió: "Gran introducción de guitarra esta vez, luego en el mismo tempo y ritmo que en "These Boots Are Made for Walkin'". Es una canción similar en muchos aspectos, pero la personalidad está ahí, además de buenas frases, es instrumentalmente efectista, melódicamente monótona"."

## Posicionamiento en listas
| Lista (1966)                          | Máxima posición |
| ------------------------------------- | --------------- |
| Alemania (Offizielle Deutsche Charts) | 10              |
| Austria (Ö3 Austria Top 40)           | 4               |
| Bélgica (Flandes) (Ultratop 50)       | 7               |
| Canadá (RPM Top Singles)              | 2               |
| Estados Unidos (Billboard Hot 100)    | 6               |
| Reino Unido (UK Singles Chart)        | 19              |